# 이시쿠라촌
이시쿠라촌(石廩村)은 야마나시현 히가시야쓰시로군에 있던 촌이다. 현재의 후에후키시 북동부, 주오자동차도 샤카도 주차장의 주변에 해당한다.

## 역사
- 1875년 10월 13일 - 야쓰시로군 8개 촌이 합병해 이시쿠라촌이 성립하였다.
- 1878년 7월 22일 - 군구정촌편직접에 의해 히가시야쓰시로군에 소속되었다.
- 1889년 7월 1일 -정촌제 시행에 의해 이시쿠라촌이 단독으로 지자체를 형성하였다.
- 1942년 7월 1일 - 미요사키촌과 합병해, 아사마촌이 성립하여, 동일 이시쿠라촌은 폐지되었다.

## 교통

### 도로
현재는 구촌에 주오자동차도  샤카도 주차장이 소재하지만, 당시엔 미개업

## 참고문헌
- 角川日本地名大辞典 19 山梨県